# Buleuterio de Dodona
El Buleuterio de Dodona (en griego antiguo: Βουλευτήριον, romanizado: Būleutērion, también Βουλευτήριο Δωδώνης o Bouleutērion) fue un buleuterio o lugar de reunión del consejo en la ciudad de Dodona en Grecia.

## Historia

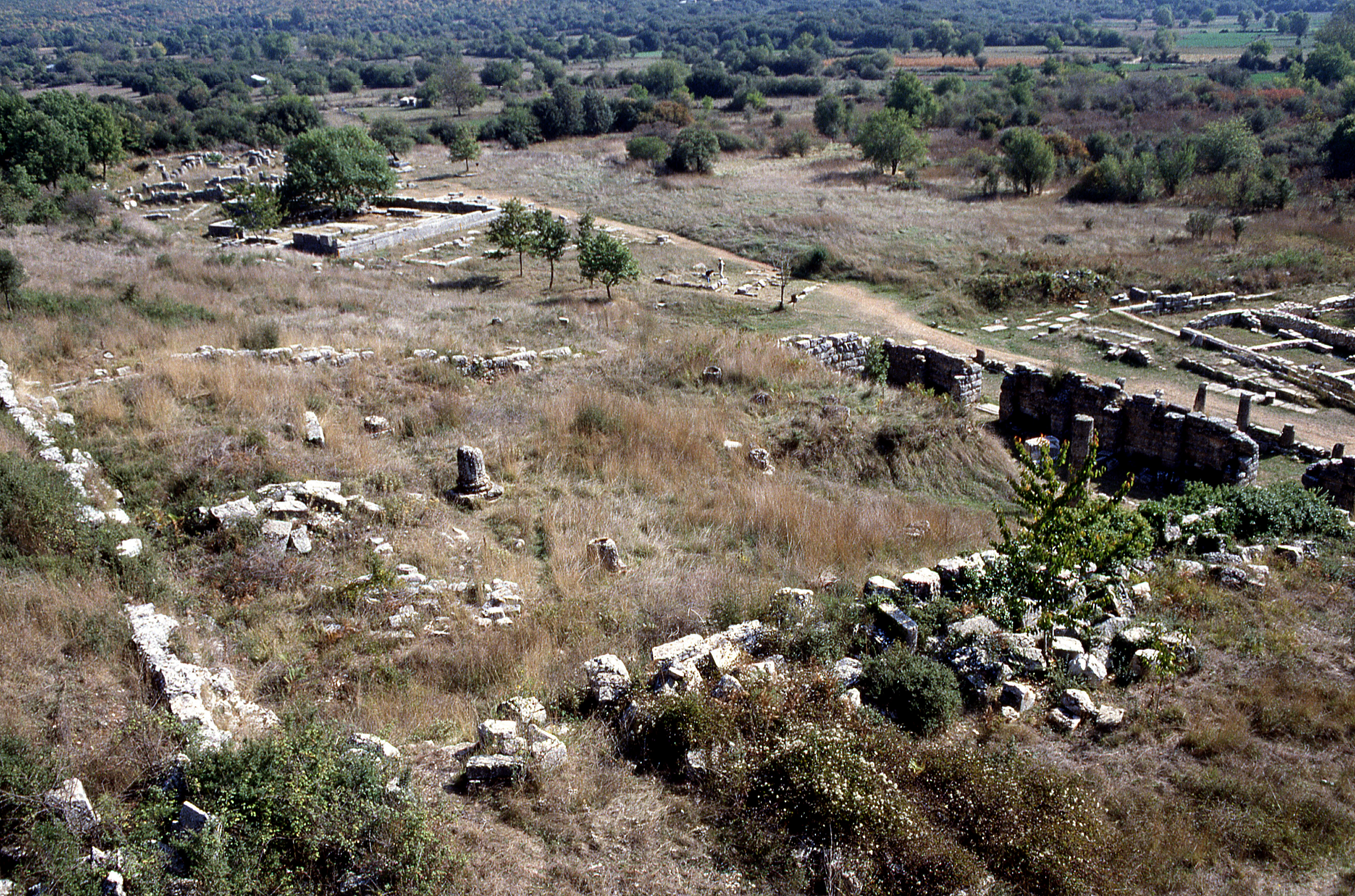
Ruinas del Buleuterio vistas desde el oeste.

El buleuterio de Dodona fue construido a principios del periodo helenístico, a finales del 300 a. C. o principios del 200 a. C. Fue utilizado por la Liga Epirota y destruido por los etolios en 219 a. C. junto con el resto del santuario, tras lo cual fue reconstruido. El romanos quemó el edificio en 167 a. C., tras lo cual fue reconstruido. Siguió en uso al menos durante el reinado del emperador Augusto, hacia el comienzo de la época romana.

## Descripción

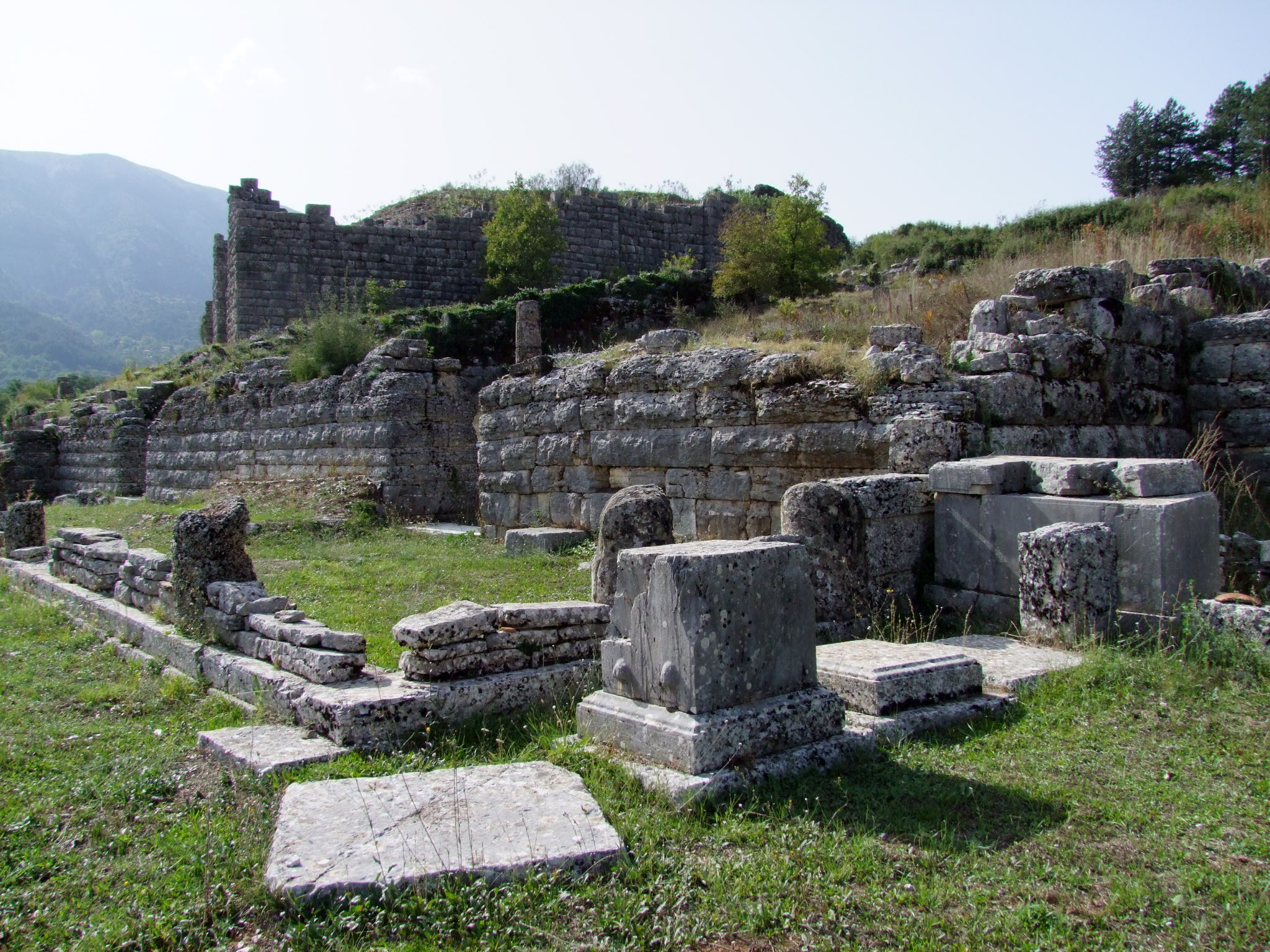
Ruinas del Buleuterio.

Estaba situado en la ladera sur de la acrópolis de Dodona, al este del Teatro de Dodona, al norte de Pritaneo. Su tamaño era de unos 43,6 × 32,4 m y su fachada tenía columnas del estilo dórico. Las partes inferiores de los muros eran de piedra y las superiores de ladrillo de arcilla. La entrada al edificio se realizaba a través de dos puertas de 1,6 m de ancho.
En su interior, el edificio constaba de una gran sala de unos 1260 m2. El techo estaba sostenido por columnas jónicas, dispuestas en dos filas de tres columnas. La pared de la sala estaba revestida con hileras de asientos de piedra. En la pared sur había un altar de piedra dedicado a Zeus Naios y Zeus Bulo y Dione.
Entre el Pritaneo y el Buleuterio se encontraba la antigua Puerta Oeste del muro períbolo del área del santuario del siglo III a. C. Cuando se construyeron el Buleuterio y el Pritaneo, el lado oeste del muro se movió más hacia el oeste, donde también se construyó una nueva puerta occidental.